# مونشپفیفل-نیکولاوسریت
مونشپفیفل-نیکولاوسریت (به آلمانی: Mönchpfiffel-Nikolausrieth) یک شهر در آلمان است که در کوفهویزرکرایس واقع شده‌است. مونشپفیفل-نیکولاوسریت ۴۰۳ نفر جمعیت دارد.